# Nirmali Corona
Nirmali Corona est une corona, formation géologique en forme de couronne, située sur la planète Vénus par -6,3° S et 172,3° E. Elle est localisée dans le quadrangle de Diana Chasma. Elle a été nommée en référence à Nirmali, déesse de la naissance au Nuristan (nord-est de l'Afghanistan). 

## Géographie et géologie
Nirmali Corona couvre une surface circulaire d'environ 60 km de diamètre. 